# Елвкарлебю (община)
Община Елвкарлебю (на шведски: Älvkarleby kommun) е разположена в лен Упсала, източна централна Швеция с обща площ 235 km2 и население 9132 души (към 31 декември 2013). Административен център на община Елвкарлебю е град Скутшер.